# Jasenovo
Jasenovo és un poble i municipi d'Eslovàquia que es troba a la regió de Žilina, al centre-nord del país. La primera menció escrita de la vila es remunta al 1392.

## Demografia
| Godina             | 1994 | 2004   | 2014    | 2024    |
| ------------------ | ---- | ------ | ------- | ------- |
| Nombre de persones | 187  | 169    | 144     | 125     |
| Diferència         |      | −9,62% | −14,79% | −13,19% |

| Godina             | 2023 | 2024   |
| ------------------ | ---- | ------ |
| Nombre de persones | 126  | 125    |
| Diferència         |      | −0,79% |